# Puente sin Retorno

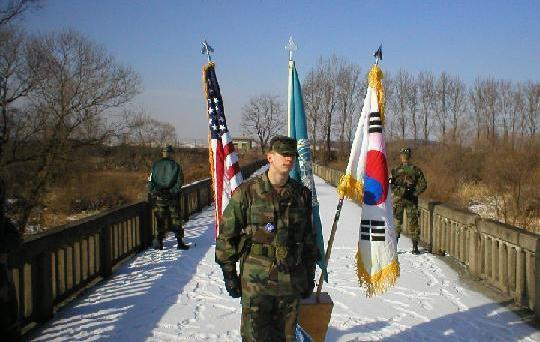
Soldado estadounidense posando durante una ceremonia realizada en la mitad del puente sin retorno, ante las banderas de Corea del Sur, de los Estados Unidos y de las Naciones Unidas, mientras dos guardias permanecen mirando hacia el sector norcoreano.

El denominado puente sin retorno (en coreano: 돌아올 수 없는 다리) cruza la línea de demarcación militar entre Corea del Norte y Corea del Sur. Está ubicado en la llamada área de seguridad conjunta entre ambos Estados ideológicamente enfrentados. Fue usado para realizar el intercambio de prisioneros posterior al armisticio firmado en 1953, tras la guerra de Corea que había estallado en 1950.

## Origen de su denominación
Su nombre se origina en lo alegado por varios prisioneros de guerra respecto de que muchos de los capturados por las fuerzas militares de los Estados Unidos y de las Naciones Unidas fueron llevados hacia el puente, donde se les dio la opción de permanecer en el Estado que los había capturado, o cruzarlo con destino hacia el país rival. Pero si decidían cruzarlo, no se les permitiría regresar nunca más.

## Historia

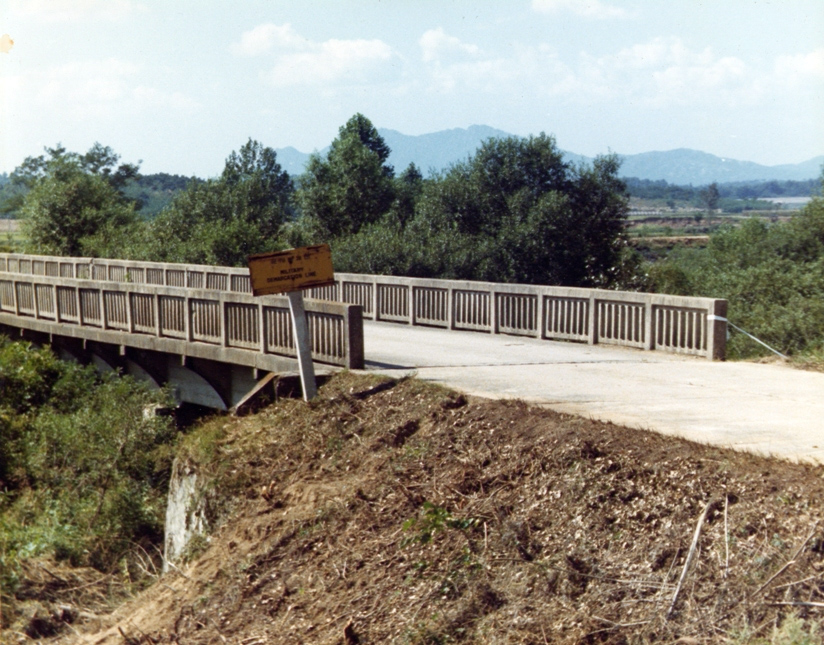
El extremo sur del puente sin retorno, del lado surcoreano.

La última vez en la que el puente fue usado para realizar un intercambio de este tipo fue el 23 de diciembre de 1968, cuando los 82 miembros de la tripulación del buque espía estadounidense USS Pueblo fueron liberados tras once meses exactos de cautiverio. A los mismos se les ordenó caminar hacia Corea del Sur.
El puente fue activamente utilizado por los norcoreanos hasta el denominado «incidente del hacha» de agosto de 1976, cuando el talado de un álamo que obstaculizaba la visión entre dos puestos de observación derivó en los asesinatos a hachazos de dos oficiales estadounidenses por soldados norcoreanos, quienes usaron las mismas hachas de sus víctimas para cometer los homicidios. Debido a tan grave incidente, el Comando de las Naciones Unidas en Corea demandó que la línea de demarcación militar dentro del Área Conjunta de Seguridad fuese respetada y claramente demarcada. En tan solo 72 horas los norcoreanos ya habían construido un nuevo puente en la mitad norte del Área y el puente sin retorno ya no fue usado más.
La línea de demarcación militar entre ambos Estados coreanos corre a través del medio del puente. Al final de cada lado del puente existen casetas de guardia de los respectivos Estados. El puesto de control norcoreano es denominado KPA#4 (por Korean People's Army, Ejército Popular de Corea), en tanto que el del Comando de las Naciones Unidas (United Nations Command, UNC) era llamado CP#3 (por el término compuesto inglés Checkpoint, “punto de control”) y fue abandonado a mediados de la década de 1980). El CP#3, el cual estaba rodeado por árboles, era solo visible desde otro sitio del UNC durante los meses de verano, el CP#5 (actualmente renombrado como CP#3). El Ejército de Corea del Norte (EPC) había realizado numerosos intentos de secuestrar personal del UNC del antiguo CP#3 y llevarlos a rastras a través del puente hacia territorio norcoreano. Debido a su gran proximidad al territorio de Corea del Norte, al hecho de estar rodeado en todas las rutas de acceso por puntos de control norcoreanos y a los repetidos intentos de secuestrar personal del UNC que allí trabajaba, el CP#3 fue a veces denominado como “el puesto de observación (outpost) más solitario del mundo”.
En 2003 se consideraba que el puente necesitaba reparación. Según un informe de noticias de la cadena CNN, el gobierno de los Estados Unidos ofreció repararlo o incluso reemplazarlo, pero el régimen de Corea del Norte les negó el permiso para hacerlo.

## En la cultura popular
El puente aparece retratado al comienzo de la película de James Bond Die Another Day (2002), donde Bond y un individuo de nombre Zao son intercambiados (Sin embargo, tal como lo demuestran las fotografías del mismo, alrededor del verdadero no hay rollos de alambre de púa, ni búnkeres, ametralladoras o reflectores). También aparece en el filme surcoreano de 2000 Gongdong gyeongbi guyeok JSA (en inglés, simplemente Joint Security Area), donde los disparos contra dos guardias norcoreanos se vuelve el foco de una investigación y de la propia trama de la película.

## Principales hechos que tuvieron lugar en el puente

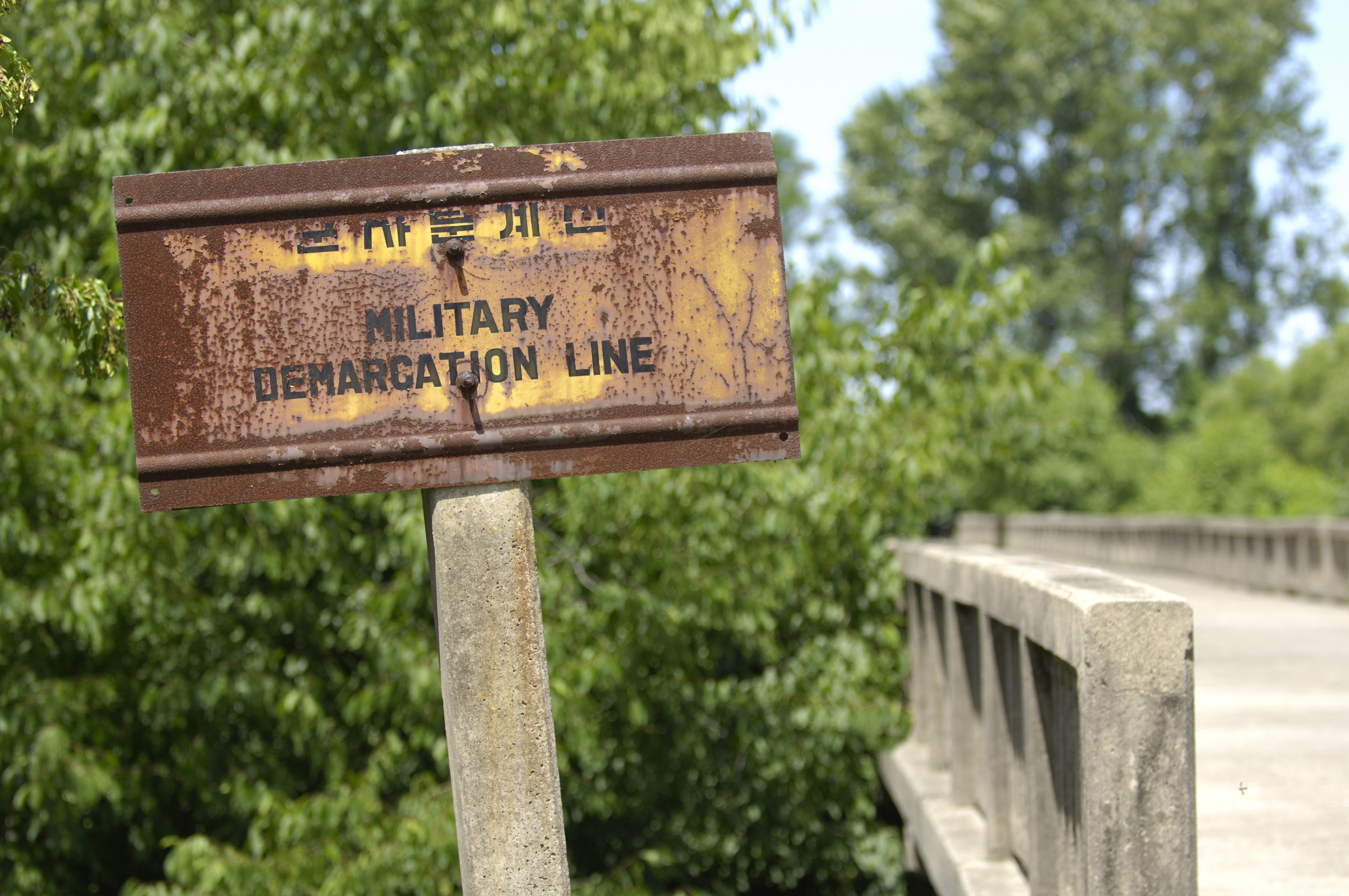
Cartel del lado surcoreano del puente, indicando la línea de demarcación militar entre Corea del Sur y Corea del Norte.

- Operación Little Switch, abril de 1953.

Esta operación fue una prueba de repatriación de prisioneros, uno de los cuatro principales temas que fueron discutidos durante las prolongadas negociaciones de dos años que finalmente derivaron en el armisticio. Durante esta primera etapa, fueron intercambiados 605 soldados heridos de los Estados Unidos o del Comando de las Naciones Unidas (UNC) por 6.030 prisioneros comunistas heridos norcoreanos o chinos.
- Operación Big Switch, abril-septiembre de 1953

Basándose en el éxito de las repatriaciones realizadas anteriormente, comenzó un intercambio general de prisioneros a fines del mes de abril. Durante el transcurso de la operación Big Switch, los prisioneros fueron llevados a la pequeña aldea limítrofe de Panmunjom, sobre las riberas del río Sachong. Una vez allí, se le preguntaba a cada prisionero si deseaba cruzar el río y regresar junto con sus compatriotas o permanecer junto a sus captores. Una vez que la opción era tomada, ya no había vuelta atrás: de ahí derivó el nombre de “Puente sin retorno”.
Durante ese tiempo 13.444 prisioneros del UNC regresaron a sus respectivas naciones de origen y 89.493 prisioneros del Ejército de Corea del Norte y del denominado Ejército Popular de Voluntarios regresaron a sus países. En marzo de 1953 unos 25.000 soldados adicionales del EPC mantenidos como prisioneros en campamentos del Ejército surcoreano fueron liberados en el territorio de Corea del Sur a partir de las órdenes del entonces presidente Syngman Rhee, en un intento por hacer naufragar las negociaciones del armisticio.
- Liberación de la tripulación del USS Pueblo el 23 de diciembre de 1968

El 23 de enero de 1968 el buque espía estadounidense Pueblo fue capturado por fuerzas navales norcoreanas en aguas internacionales cercanas a Corea del Norte. Luego de haber sido retenidos por once meses, los tripulantes del USS Pueblo fueron liberados y se les permitió caminar a través del puente, mientras que por altavoces se transmitía hacia el sur una confesión forzada que previamente le habían obligado a realizar al capitán del barco. Esta acción fue la primera, desde el fin de la guerra de Corea en 1953, de una serie de sucesos que significaron una escalada de las tensiones entre los Estados Unidos, Corea del Norte, y los respectivos aliados de ambos países.
- Incidente del hacha (Axe Murder Incident), 18 de agosto de 1976

Se trató de los homicidios a hachazos de dos oficiales del Ejército de los Estados Unidos por soldados norcoreanos en el Área de Seguridad Conjunta (Joint Security Area, JSA), en cercanías del Puente sin retorno. El incidente en cuestión, relacionado con un previo intento de podar un álamo que obstruía la visión entre puntos de observación, lo que naturalmente reavivó las tensiones político-militares en la frontera común. Este incidente fue seguido por la denominada “Operación Paul Bunyan”, la cual finalizó con el talado del árbol por parte de la denominada “Fuerza de Tareas Vierra” (Task Force Vierra).

## Ceremonias realizadas sobre el puente
A los soldados del Ejército estadounidense que se encuentran estacionados en los denominado Campamento Bonifas o Campamento Liberty Bell del Área de Seguridad Conjunta se les ofrece la oportunidad de tener sus ceremonias de promoción o de realistamiento cerca del centro del Puente sin retorno.
El puente se encuentra partido a la mitad por la línea de demarcación militar, la cual marca estrictamente donde finaliza el territorio de Corea del Norte y comienza el de Corea del Sur. Durante las ceremonias militares estadounidenses o surcoreanas, dos guardias se paran cerca de la línea de demarcación entre ambos estados, mirando hacia el norte.